# تپه گورستان پاچیه
تپه قبرستان پاچیه در شهرستان بوئین‌زهرا، بخش آوج، روستای عباس‌آباد واقع شده و این اثر در تاریخ ۱۹ اسفند ۱۳۸۰ با شمارهٔ ثبت ۴۹۲۵ به‌عنوان یکی از آثار ملی ایران به ثبت رسیده است.